# Michel Hannequart
 (avril 2017).
Michel Hannequart (né à Longueuil le 5 juillet 1956) est un auteur de mots croisés québécois. Il est le plus connu des verbicrucistes québécois[réf. nécessaire].
Il est le fils du verbicruciste Maurice Hannequart

## Biographie
Il travaille depuis 25 ans avec sa conjointe Martine Ferron et depuis 10 ans avec son fils Etienne Hannequart-Ferron.
Depuis des décennies, des journaux qui appartiennent à Gesca (Le Soleil et la Presse, par exemple) publient régulièrement ses grilles, lesquelles vont de difficulté moyenne à importante. Celles-ci sont d'ailleurs rassemblées dans des ouvrages intitulés Les Mordus.
Il publie également d'autres formes de jeux de lettres : mots mystères, grilles blanches et mots fléchés.
Il est coauteur avec Jean Rossat de la grille de La Chaise de la francophonie, une sculpture de Michel Goulet installée à Lyon pour symboliser les échanges entre cette ville et le Québec.